# Hardyadrama excoecariae
Hardyadrama excoecariae är en tvåvingeart som beskrevs av Lee 1991. Hardyadrama excoecariae ingår i släktet Hardyadrama och familjen borrflugor. Inga underarter finns listade i Catalogue of Life.